# レーザーマイクロフォン
レーザーマイクロフォンの主な形式はレーザー光を使用し、対象の振動を音として検出する為に使用されるマイクロフォン。対象となるのは一般的に部屋の中で音声によって振動する物体である。(一例として絵画や壁)照射対象は平滑な表面である必要がある。レーザー光は窓を通して部屋の中に入り反射した光は音声信号によって変調されて戻ってくる。光線が窓で反射する場合もある。振動する対象から反射してきた光と異なる光路の光を干渉計によって検出して電子回路で信号を音声に復調する。
この技術は照射する機会があれば使用できる。しかしながら対抗手段として照射した光を特殊な光センサーによる検出器で検出できる。すりガラスや反射率の低い粗面も防御に使用される。
新型のレーザーマイクロフォンはレーザー光を煙や蒸気に透過させる事によって音声による微細な振動を検出する。2009年8月25日に許可されたアメリカ合衆国の特許7,580,533号に記されている。煙の中の音圧によってレーザー光が検出器まで到達する障害が変動する事を利用する。2009年10月9日から12日までニューヨークで開催された第127回音響技術学会の会合で試作機が実演された。動画は外部リンクを参照。

## 原理
光線を使用することによって遠くの音声を記録する事は1947年以前にソビエト連邦でレフ・テルミンが開発し、使用されたブラン盗聴装置が原形と考えられる。 これは低出力の(レーザーではない)赤外線光線を遠くから窓に照射して音声による振動を検出する。 ソ連国家保安委員会のラヴレンチー・ベリヤはモスクワのアメリカやイギリスやフランスの大使館でブランを諜報活動に盗聴器として使用した。
国家安全局の報告書にレーザーマイクロフォンの使用に関する報告がある。

## 応用例
近年では、自動運転におけるセンシング技術の1つとして、LIDARセンサーなどの補完として、レーザーマイクロフォンが注目されている。